# 大筒

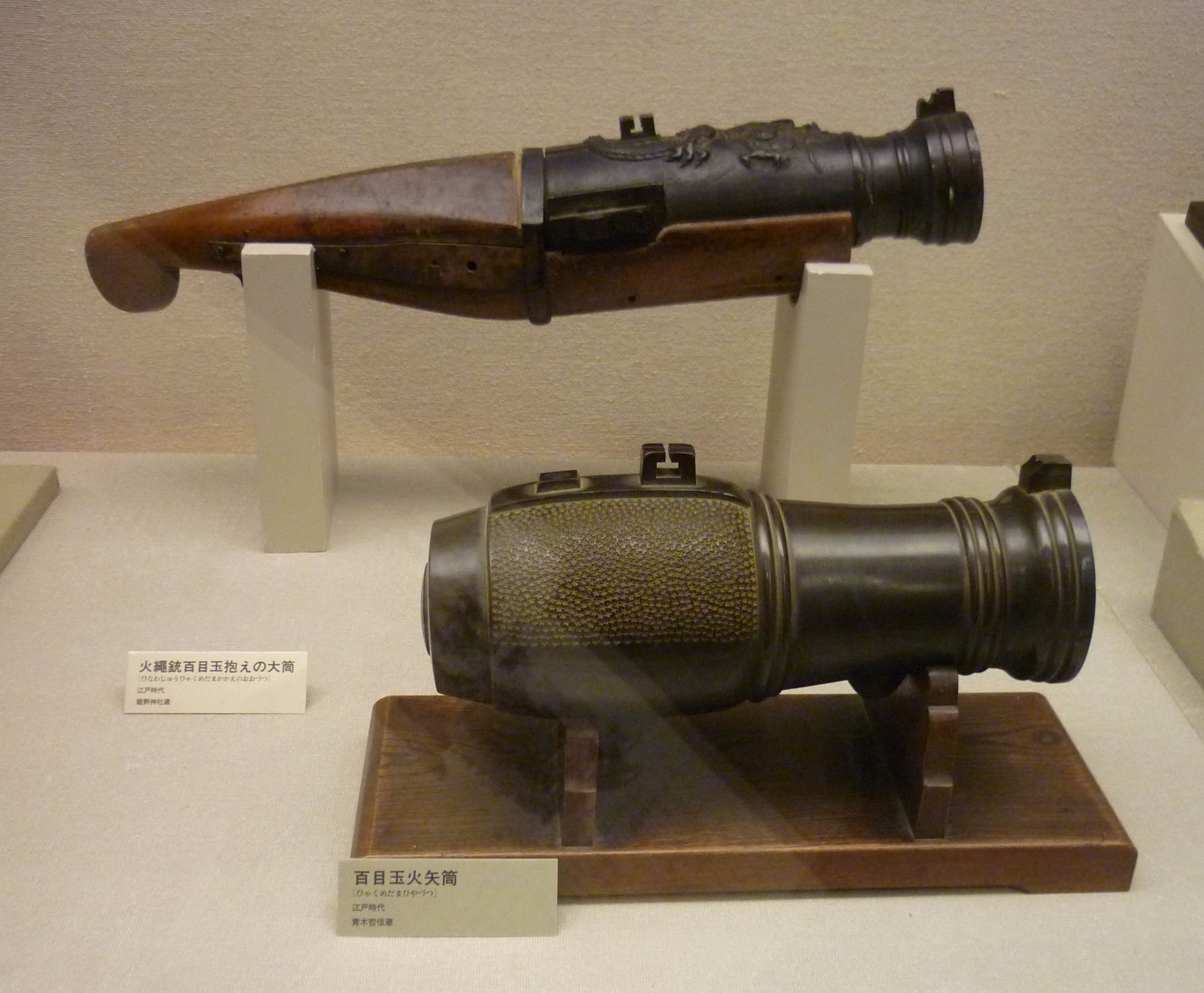
百目玉火矢銃と火縄銃百目玉抱え大筒

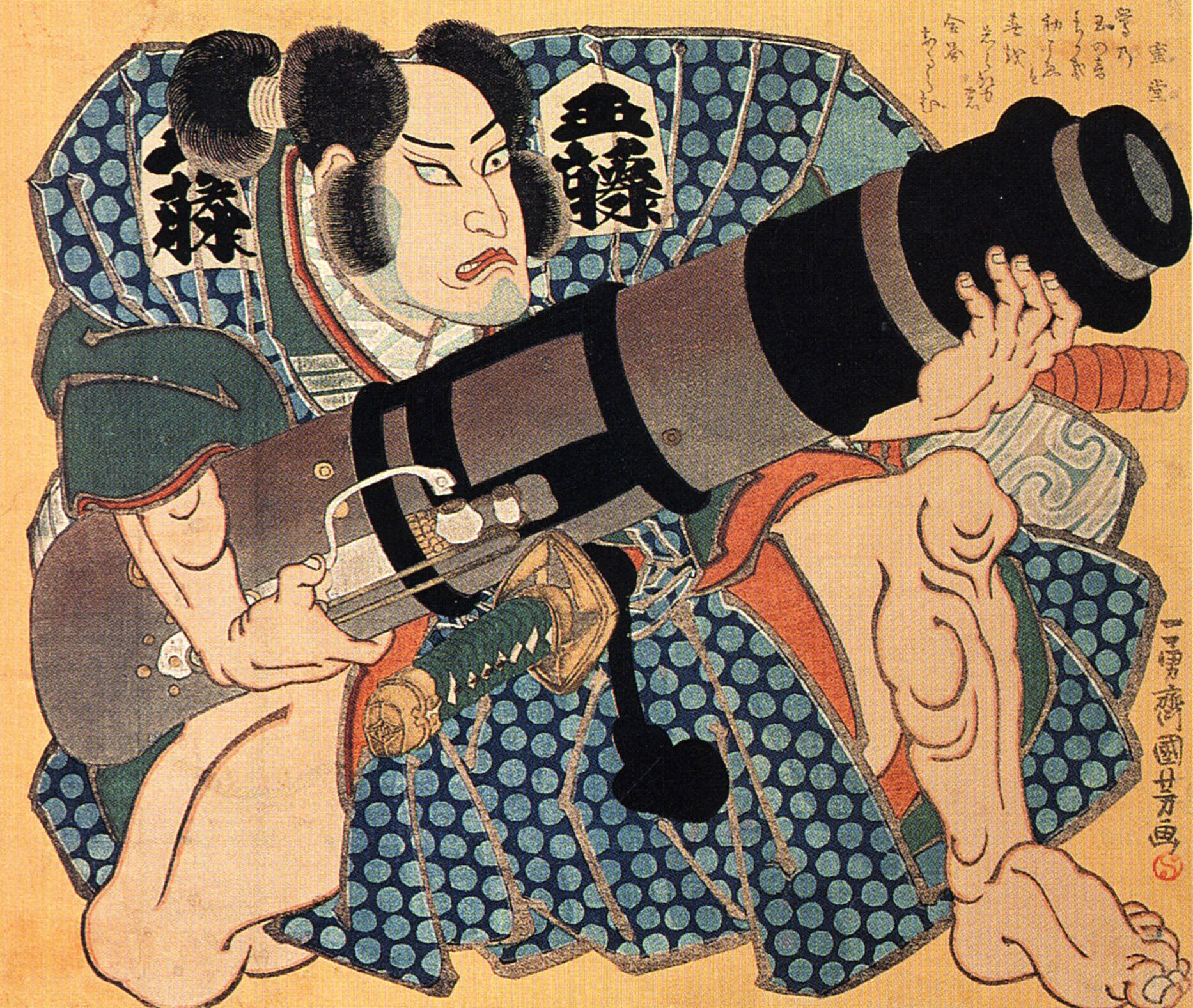
抱え大筒を持つ男（歌川国芳画）

大筒（おおづつ、熕とも書く）は、日本の戦国時代後期から江戸時代にかけての大砲の呼称である。

## 概要
戦国時代後期より用いられ、攻城戦や海戦において構造物破壊に威力を発揮した。
江戸時代初期までの分類は明確に決められておらず、文献によって解釈は異なるものの、石火矢との区別として鍛造による鉄製、前装式で弾丸重量は二十匁（約 75g ）～数百匁クラスのものも存在し、その種類は多彩である。基本的には砲身のみで土俵や木製の架台に固定し差火を用いて発射する。大鉄砲という火縄銃のようなカラクリを用いた点火方式と銃床を有するものもあるが、これらの弾丸重量は数十匁が限界である。
装填部のガス噴出が伴う石火矢に比べ威力に優れ、また鍛造であるため鋳造砲に比べて砲身が破裂する危険は小さかった。また原材料の違い（石火矢は銅、大筒は鉄）で比較的安価に製造できるが、鍛造技術の限界により大口径のものは製造できず、当時は一貫目が限界とされる。
後に、石火矢の代わりに青銅を用いた鋳造による前装砲（和製大砲）が製造されるようになると、両者は混在して呼ばれるようになった（もっとも、それ以前からその傾向は存在する）。
有名な大筒としては靖国神社遊就館が所蔵する「芝辻砲」（一貫目）がある。

## 備考
- 国友鉄砲鍛冶製作の五十匁（187グラム）筒の射程は1.6キロメートルとされる[2]。
- 海戦における大鉄砲の使用例としては、伊豆水軍の駿河湾海戦があり、舳先に備えたと『小田原北条記』巻七に記述される。
- 江戸期、堺製造で銘・摂州住 芝辻長左衛門作のものは口径が51ミリするものがある[3]。
- 江戸後期、文政11年（1828年）製造の上総国一宮藩の陣屋に備えられていた百目玉大筒は口径4センチメートル、四輪の砲台で、100匁（375グラム）玉を使用した[4]。